# 으랏차차 삼총사
으랏차차 삼총사(Super Duper Sumos)는 DIC 엔터테인먼트에서 제작한 미국의 TV 애니메이션이다. 대한민국에서는 2003년 10월 20일부터 2004년 7월 4일까지 투니버스에서 방영되었다.

## 줄거리
3인의 스모 주인공이 제네릭 시티를 지키기 위해 악당들을 물리치는 이야기를 다룬 만화영화이다.

## 등장인물
- 키모 - 정승욱
- 마무 - 손종환
- 부마 - 최준영
- 프리마 - 이용신
- 위점싼 사부 - 탁원제
- 미스 미스터 - 한원자
- 스팅어 박사 - 이인성
- 비에스 - 김정은
- 깅기스 팽기스 - 서윤선
- 집주인 - 정유미
- 퍼디스몰 / 쿨가이 - 신용우
- 시장 - 주자영